# ベルマーク運動

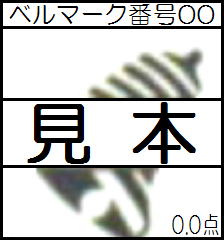
ベルマーク（見本）

ベルマーク運動（ベルマークうんどう）は、学校や教育施設、公民館などをはじめとする生涯学習施設の教育環境整備への助成と、交通などの面でハンデキャップのある山間・離島（いわゆるへき地）の学校や特別支援学校、院内学級や被災校、開発途上国の教育に対する援助を組み合わせて行われる運動である。朝日新聞社創立80周年記念事業として1960年（昭和35年）に始まった。ベルの形は「国内外のお友達に“愛の鐘”を鳴り響かせよう！」との意味合いがある。

## 概要
商品の包装紙やパッケージにつけられた「ベルマーク」を切取り、学校・団体ごとに集めて財団に送ることにより、1点あたり1円がそれぞれの団体のベルマーク預金になり、貯まった預金で自分の学校・団体の設備品などを購入できる。貯まったポイントで商品と交換すると勘違いされることがあるが、あくまでも預金で購入するシステムである。さらに、この設備購入代金の1割がPTAからの寄付金となり、僻地にある学校などの援助に役立てられる。
マークは協賛会社と呼ばれる企業の製品パッケージなどに印刷してあるが、使用済みインクカートリッジの回収やグリーンスタンプのように商品にマークがついているのではなく、「ベルマーク点数」と交換する仕組みのものもある。これらの商品には食品、文房具、日用品といった家庭品が多く、2000年以後は保険会社やエプソン、キヤノン、ブラザー販売が使用済みインクカートリッジ回収で協賛している。2011年には、紙容器のリサイクル回収で日本テトラパックが参加した。2019年には小学生がベルマークの型抜き装置を考案し特許を取得した。
ベルマーク運動への参加登録は、幼稚園、学校や公民館などに限られ、個人や企業での参加登録はできない。学校・団体ごとにマークを集めてベルマーク教育助成財団に送付すると、1点1円換算で預金化され、それぞれの口座に貯まる。貯まった預金を利用して協力会社（≠協賛会社）から自分の学校などの設備や教材を購入することができる。協力会社は楽器や自転車のメーカー・事務機器メーカー・書籍取次店・スポーツ用品メーカーなどで、参加学校・団体には年に2回、各社の主な取扱商品を掲載した「お買いものガイド」が送られる。以前は、消耗品が購入できないという規則があったが、今は協力会社が扱っている商品であれば何でも購入できる。
購入代金の10%が、協力会社からPTAなどに戻され、ベルマーク財団に寄付されるのもベルマーク運動の特徴である。これが「援助資金」としてプールされ、僻地学校や特別支援学校など、援助を必要としている子どもたちのために使われている。
1990年代後半から、バブル崩壊に加え、教育施設の設備の充実や少子化が進んだことから、協賛会社の撤退が相次ぎ、運動は弱体化したが、2007年から再びマークの年間集票点数は増える傾向にある。2006年には大学や短期大学などこれまでPTAがなかったため参加できなかった学校や、公民館や生涯学習センターなどの社会教育施設にも参加資格が拡大された。また点数収集についても、リサイクル教育を兼ねた方法として、エプソン、キヤノン、ブラザーのプリンターの使用済み純正インクカートリッジ（1個あたり5点）、トナーカートリッジ（1個あたり50点）と交換したり、テトラパック製の乾かした紙パックと交換でベルマーク点数証明書を付与したりしており、web店舗での商品購入などネット販売でマークを提供するスマイルピース（イーイーアイ。2014年終了）が協賛し、広がりをみせている。一方、援助の面では1998年からベルマーク預金を直接援助資金に寄付することができる友愛援助の制度ができ、日本国外や災害も対象になっている。東日本大震災では「緊急友愛援助」の寄付呼びかけが行われている。
2013年9月17日、一般社団法人ウェブベルマーク協会が設立され、ネットショッピングのアフィリエイトで支援金を生み出す方法が新たに導入された。支援先の学校を選ぶことで、被災地以外の学校への支援（自分の子どもが在籍する学校など）も可能である。
2020年代に入り、ベルマークの仕分け作業などが保護者に過度の負担になっている事や、仕分け作業そのものが新型コロナウイルス感染症（COVID-19）の流行により、感染防止対策で密による濃厚接触や換気面などの問題から困難になりつつある状況もあり、企業側も「ベルマーク運動の縮小傾向や、PTA活動の一環として取り組む保護者から否定的な意見が上がっていること」を判断材料に、ベルマーク運動から脱退する企業が出ており、2019年時点の53社から2025年4月の時点で43社に減少している。

## 集計方法
最低限必要な作業は以下の2点のみである。その他の作業は各学校が独自で行っている作業であり、例えば「切り方に決まりはなく形通りに切る必要もつながっているマークを切り離す必要もない」「セロハンテープで台紙等に一枚一枚きれいに貼り付ける作業は不要」である。
1. 商品のパッケージに付いている「ベルマーク」をハサミで切り取る。
2. 会社別に点数が書かれた指定袋に入れ必要事項（枚数・点数など）を記入する。

ウェブベルマークの場合、利用者が貯めたポイントは毎月、指定した学校のベルマーク預金口座に自動加算される。

## 沿革
- 1957年（昭和32年） - 福島県の山村での赴任経験[注釈 2][7]を持つ小学校教諭の渡辺ユキが、都市部と同等の義務教育を求めて、朝日新聞社に「へき地の子供たちの教育設備を充実してほしい」と支援を依頼[8]。
- 1959年（昭和34年）
  - 2月12日 - 教育設備拡充協力会（後に教育設備助成会と改称）設立の第一回準備会。
  - 4月16日 - 第二回準備会。
- 1960年（昭和35年）10月24日 - 教育設備助成会が設立される。
- 1965年（昭和40年）2月10日 - 「教育設備助成会ニュース」創刊。
- 1970年（昭和45年）
  - 3月15日 - 助成会ニュースは「月刊ベルマーク」創刊のため65号で廃刊。
  - 4月10日 - 「月刊ベルマーク」を創刊。
  - 10月26日 - NHK朝のテレビとラジオニュースで「十周年を迎えたベルマーク運動」を放送。
- 1982年（昭和57年）4月10日 - 「月刊ベルマーク」は現在の「ベルマーク新聞」に改題。
- 1997年（平成9年）6月 - ベルマーク教育助成財団（略称・ベルマーク財団）に改称。
- 2006年（平成18年） - 大学（専門学校も含む）や公民館などの生涯学習施設の参加も可能に。
- 2010年（平成22年）3月 - ベルマーク預金での購入品の制限が撤廃、消耗品などもOKに。
- 2011年（平成23年）6月 - 公益財団法人に移行。
- 2013年（平成25年）8月 - 一般社団法人ウェブベルマーク協会が設立。ネットショッピングのアフィリエイトで支援金を生み出し、ベルマーク財団へ助成することで、東日本大震災の被災校支援に資するために設立される。

## 参加校・団体
幼稚園・保育所（保育園）・小学校・中学校・高等学校・特別支援学校（盲学校・聾学校・養護学校）・大学・公民館や福祉施設。当初の参加校は2263校であった。2023年（令和5年）現在は26,000校が参加している。小学校の参加率は全国平均で68%、中学校で62%。2015年（平成27年）現在、日本全国で累計1200万点を突破した学校は11校あり、うち9校が小学校である。

## 協賛会社
協賛会社は、商品にベルマークを付ける権利を持つ会社である。2023年7月時点で45社(2020年4月時点では52社だった)。ただし協賛会社のすべての商品にマークがついているわけではない。協賛会社が脱退した場合は、契約により、脱退から6ヶ月間以内に財団に到着したマークのみ有効になる。価格競争の激化、互助意識の薄れ、不景気の影響などからマークを付ける商品を減らしたり、1960年（昭和35年）の運動初期から参加していたライオンが2008年3月限りで撤退したりしている一方で、2000年4月ニッセイ同和損害保険（現：あいおいニッセイ同和損害保険）を皮切りに保険業界から3社が参入（うち1社脱退）、ファミリーマート、キリンビバレッジが2008年（うち前者脱退）、住友スリーエム（現：スリーエム ジャパン）が2009年から参加するなど、新たな動きもある。2014年からはイオントップバリュが参加。プライベートブランドとしては、初めての参加となる。
協賛のメリットとしては、まず、文部科学省お墨付きの教育助成活動に参加していることに意義を持ち、企業のブランド力、イメージを高められることが挙げられている。たとえば、創立当初から協賛している児童用シューズ製造の「ラッキーベル」などは、このベルマークが社名の由来となっているほどである。それから協賛企業の営業活動において、ベルマーク運動参加の参加団体から優先される点も大きい（それゆえ、学習用品の企業協賛が多かった）。また、市場調査費を計上することで、同時にマーケティングリサーチを行える点がある。これは設備の購入負担金を必要とする一方で、どのエリアからどれだけ購入、消費されたかを計る目安にもなる。
一方で、協賛会社は経費負担として分担金（運動の広報・宣伝費など）、市場調査費（自社の集票点数×1.25円）負担などが必要になる。市場調査費のうち、0.25円分が運動と財団の管理・運営費にあてられている。また万が一の時のための保証金などそれなりの金銭的費用を必要とする。

### 協賛会社一覧
協賛会社には主として参加企業順に番号が付されるが、創立当初は3桁の番号であり、現在の番号順に振り直されたのは1975年である。この番号は各参加団体が収集したマークを企業ごとに整理、集計する際などに役立っている。なお、脱退企業は脱退より半年を経過すると収集しても無効である。2018年から、番号統合がある。
以下は、協賛会社（52社）の一覧である。なお、脱退した元協賛会社（42社）も含む。新協賛企業は脱退した企業の番号も利用可能となっており、企業が任意の番号を指定できる。ただし混乱を避けるため、前の企業が脱退してから相当な期間が過ぎた番号に限られる。
| 番号 | 協賛会社                                                                    | 備考、脱退した元協賛会社。（）内は脱退した協賛会社を含む。                                                                           |
| ---- | --------------------------------------------------------------------------- | --- |
| 01   | イオンリテール（旧：イオントップバリュ）                                    | 元、河合楽器製作所（2005年） |
| 02   | なし                                                                        | 元、寺西化学工業（2013年、油性マーカー「マジックインキ」及び絵具製品「ギターペイント」のメーカー）                                   |
| 03   | ラッキーベル                                                                | 商品の全てにベルマーク点数が付いている                                                                                               |
| 04   | ニッスイ（旧：日本水産、ハム、ソーセージ、冷凍食品）                        | |
| 05   | 日本ノート                                                                  | 2003年までは、極東ノート。2019年までは、キョクトウ･アソシエイツ。「極東ノート」「キョクトウ･アソシエイツ」名義であっても有効である。 |
| 06   | DM三井製糖（旧：三井製糖）                                                  | |
| 07   | キユーピー                                                                  | |
| 08   | なし                                                                        | 元、東京ワンタン本舗（2022年）。初期は衛生材料販売（衛生用品製造）                                                                   |
| 09   | エスビー食品                                                                | |
| 10   | クレハ                                                                      | 元、ジュジュ化粧品（2020年に小林製薬に吸収合併）                                                                                     |
| 11   | リネットジャパンリサイクル                                                  | 元、大王製紙（2011年）。初期は鐘紡（食品事業部、前身は渡辺製菓）                                                                     |
| 12   | なし                                                                        | 元、サンスター文具（2017年）。初期は鐘紡（菓子事業部、前身はハリス）                                                                 |
| 13   | なし                                                                        | 元、旭硝子（2011年、現：AGC）。初期は昭和産業                                                                                        |
| 14   | なし                                                                        | 元、森永乳業（2017年） |
| 15   | ジブラルタ生命保険                                                          | 元、鐘紡（毛糸事業部）。現：クリエイトベル                                                                                           |
| 16   | なし                                                                        | 元、岩塚製菓（2021年）。初期はライオン（2008年、歯磨）                                                                               |
| 17   | 日本テトラパック                                                            | 元、ライオン（2001年、家庭衛生用品事業部）。初期はダイヤ毛糸                                                                         |
| 18   | 日清オイリオグループ                                                        | |
| 19   | キヤノンマーケティングジャパン                                              | 元、セメダイン。後にセメダインは番号再編成で復帰                                                                                     |
| 20   | なし                                                                        | 元、スリーエム ジャパン（旧：住友スリーエム、台所スポンジ）。2019年からは21番に統合。初期はサンスター（2002年）                      |
| 21   | スリーエム ジャパン（旧：住友スリーエム、粘着フック、接着剤、台所スポンジ） | 元、プリマハム（2002年） |
| 22   | なし                                                                        | 元、ソントン（2016年、旧：ソントン食品工業）                                                                                         |
| 23   | なし                                                                        | 元、ファミリーマート（2021年）。初期はセイコー（2001年、前身は服部時計店）                                                           |
| 24   | 日清製粉ウェルナ                                                            | |
| 25   | 明治（旧：明治製菓）                                                        | |
| 26   | 森永製菓                                                                    | |
| 27   | なし                                                                        | 元、富士写真フイルム（2003年、現：富士フイルム）                                                                                     |
| 28   | ブラザー販売                                                                | 元、富士写真フイルム（2001年、現：富士フイルム、磁気製品事業部）。初期は宝酒造                                                       |
| 29   | アサヒ飲料                                                                  | 1996年までは、アサヒビール飲料。 |
| 30   | なし                                                                        | 元、クラレトレーディング（2021年）                                                                                                   |
| 31   | 新学社                                                                      | 元、TDK |
| 32   | なし                                                                        | 元、味の素（2002年、味付け調味料）                                                                                                   |
| 33   | ヤマハミュージックジャパン                                                  | |
| 34   | なし                                                                        | 元、三菱鉛筆（2001年） |
| 35   | 日清食品                                                                    | |
| 36   | なし                                                                        | 元、成田食品（2024年）。初期はハニーファイバー（寝具製造。旧：おたふくハニーふとん）                                                 |
| 37   | なし                                                                        | 元、牛乳石鹸共進社（2023年） |
| 38   | なし                                                                        | 元、山田養蜂場（2010年）。初期は日本ペイント                                                                                         |
| 39   | ファインプラス                                                              | 元、トンボ鉛筆（2001年） |
| 40   | なし                                                                        | 元、資生堂（石鹸事業部） |
| 41   | なし                                                                        | 元、積水化学工業（2004年、家庭品）                                                                                                   |
| 42   | なし                                                                        | 元、大洋漁業（現：マルハニチロ） |
| 43   | 東芝ライフスタイル                                                          | 旧名義、東芝 |
| 44   | なし                                                                        | 元、コクヨ。初期は銅製家具 |
| 45   | なし                                                                        | 元、墨運堂 |
| 46   | なし                                                                        | 元、日本水産（現：ニッスイ、冷凍食品）。2018年からは04番に統合                                                                       |
| 47   | なし                                                                        | 元、キリン・トロピカーナ（2014年）。初期は大東燐寸工業（後のダイドー工業。1978年に倒産。現、ダイドー）                               |
| 48   | ブルボン                                                                    | 元、竹屋。タケヤは後に味噌工業協同組合で再加入していた                                                                               |
| 49   | なし                                                                        | 元、シスコ（現：日清シスコ） |
| 50   | なし                                                                        | 元、ナカバヤシ（2015年、ノート。2016年4月に別番号にて復帰）。初期は東洋水産（2004年、調味料）                                        |
| 51   | なし                                                                        | 元、旭松食品（2019年） |
| 52   | ナカバヤシ（ノート）                                                        | 元、矢崎化工（2004年） |
| 53   | ショウワノート                                                              | |
| 54   | キリンビバレッジ                                                            | 元、ヤギ。アパレル製造及び商社 |
| 55   | クツワ                                                                      | |
| 56   | グリーンスタンプ                                                            | |
| 57   | なし                                                                        | 元、ロッテ（旧：ロッテ商事）（2022年、ガム、キャンディ類）                                                                           |
| 58   | なし                                                                        | 元、ロッテ（旧：ロッテアイス）（2016年、アイスクリーム類）                                                                           |
| 59   | なし                                                                        | 元、浦島海苔（2001年） |
| 60   | なし                                                                        | 元、宮坂醸造（2020年） |
| 61   | なし                                                                        | 元、レイメイ藤井（旧：レイメイ） |
| 62   | なし                                                                        | 元、明治乳業（現：明治） |
| 63   | なし                                                                        | 元、ショウワグリム（2008年）。初代はヤバネスポーツ（野球用品）                                                                       |
| 64   | マルトモ                                                                    | |
| 65   | なし                                                                        | 元、フジッコ（2024年）。 |
| 66   | なし                                                                        | 元、BRITA JAPAN（2021年）。初期はアサヒコーポレーション（現：アサヒシューズ。企業倒産により脱退を余儀なくされるが同社名で存続）      |
| 67   | なし                                                                        | 元、日東あられ→日東あられ新社（企業倒産により脱退、後に越後製菓に譲渡）                                                              |
| 68   | なし                                                                        | 元、サクマ製菓（2007年） |
| 69   | なし                                                                        | 元、中嶋製作所。現：ナカジマコーポレーション（玩具製造）                                                                             |
| 70   | スミフル                                                                    | 元、河田（現：カワダ、玩具製造） |
| 71   | なし                                                                        | 元、川鶴酒造 |
| 72   | なし                                                                        | 元、カルピス（2006年） |
| 73   | エプソン販売                                                                | 元、宮坂醸造（味噌事業部、現：神州一味噌）                                                                                           |
| 74   | なし                                                                        | 元、白鶴酒造（一度脱退の後、番号再編成で復帰）                                                                                       |
| 75   | なし                                                                        | 元、王子製紙（2004年、現：王子ネピア）                                                                                               |
| 76   | NGP日本自動車リサイクル事業協同組合                                         | 元、エステー化学（1988年、現：エステー）                                                                                             |
| 77   | 湖池屋                                                                      | |
| 78   | グンゼ                                                                      | |
| 79   | なし                                                                        | 元、ペットライン（2012年） |
| 80   | なし                                                                        | 元、日本デキシー（2015年） |
| 81   | なし                                                                        | 元、コクサイ。現、トップインターナショナル（スポーツ用品製造）                                                                       |
| 82   | なし                                                                        | 元、日活（2010年）。初期は全国味噌工業協同組合連合会                                                                                 |
| 83   | 味の素（スープ）                                                            | |
| 84   | セメダイン                                                                  | 復帰 |
| 85   | なし                                                                        | 元、小倉屋柳本（2015年、現：マルヤナギ小倉屋）。初期はムトウ（現：スクロール）                                                       |
| 86   | なし                                                                        | 元、タカラトミー（2007年）。初代はキング醸造                                                                                         |
| 87   | なし                                                                        | 元、野崎産業（2001年、現：川商フーズ）                                                                                               |
| 88   | ニチレイ（冷凍食品）                                                        | 元、東洋水産（2004年、生麺事業部）                                                                                                   |
| 89   | 白鶴酒造                                                                    | 復帰 |
| 90   | なし                                                                        | 元、ミヤタサイクル（2011年） |
| 91   | トヤマ楽器製造                                                              | |
| 92   | あいおいニッセイ同和損害保険（旧：ニッセイ同和損害保険）                    | 元、ネスレ日本 |
| 93   | 石井食品                                                                    | |
| 94   | なし                                                                        | 現時点で一度も使われていない番号。                                                                                                   |
| 95   | なし                                                                        | 元、マルニ（2024年） |
| 96   | なし                                                                        | 元、カシオ計算機 |
| 97   | なし                                                                        | 元、ネオファースト生命保険（2017年）。初期はしゅんこう（和紙製造）                                                                   |
| 98   | なし                                                                        | 元、イーイーアイ（2014年、現在は倒産）。初期はアカデミー（英会話教材）                                                               |
| 99   | なし                                                                        | 現時点で一度も使われていない番号。                                                                                                   |

#### 市場調査費1億円突破企業
下記の企業は1986年（昭和61年）3月時点で市場調査費1億円を突破している（脱退企業も含む）。
| 昭和（突破年度） | 協賛会社                                                                             |
| ---------------- | ------------------------------------------------------------------------------------ |
| 47               | 富士写真フイルム株式会社、キユーピー株式会社、プリマハム株式会社、ダイヤ毛糸株式会社 |
| 49               | 明治製菓株式会社、日本水産株式会社、森永製菓株式会社                                 |
| 50               | カルピス食品工業株式会社                                                             |
| 52               | 朝日麦酒株式会社                                                                     |
| 53               | 日本ゴム株式会社                                                                     |
| 54               | 味の素株式会社、白鶴酒造株式会社                                                     |
| 56               | 宝酒造株式会社                                                                       |
| 57               | ヱスビー食品株式会社、TDK株式会社、三菱鉛筆株式会社                                  |
| 58               | ライオン株式会社、日清食品株式会社、王子ティシュ販売株式会社                         |
| 59               | 日清フーズ株式会社、ロッテ商事株式会社                                               |
| 60               | 日清製油（現：日清オイリオグループ）                                                 |

#### 市場調査費2億円突破企業
下記の企業は1986年（昭和61年）3月時点で市場調査費1億円を突破している（脱退企業も含む）。
| 昭和（突破年度） | 協賛会社                                      |
| ---------------- | --------------------------------------------- |
| 50               | 富士写真フイルム株式会社 、キユーピー株式会社 |

## 協力会社
協力会社は、設備品購入を取り扱う会社であって、自社商品にベルマークを付ける協賛会社ではない（兼任もある）。協力会社が扱う商品は原則としてすべてベルマーク預金で「購入」することができる。

### 協力会社一覧
協力会社は下記のとおりである。
| 協力会社 |
| --- |
| 内田洋行、エルモソリューション販売、セイコークロック、セイコータイムシステム、セノー、第一電子、東芝エルイーソリューション、東通産業、日教販、ブリヂストンサイクル、ミズ、ミズノ、ヤマハミュージックジャパン、ライブ |

## 個人による寄贈
ベルマーク運動は、上記の通り学校や公民館などの団体以外は登録参加できないが、応援、支援はだれでもできる。最近は、個人や企業単位でマークや使用済みインクカートリッジを集めて、近くの運動参加校などに届けたり、ベルマーク財団に直接送ったりするケースも増えている。また地元の学校などの回収箱がスーパーや銀行に置いてあったり、朝日新聞販売所（ASA）の店舗では、個人で集めたマークを預かり、学校に届ける活動も広がっている。朝日新聞の会員制サイト、「アスパラクラブ」では、個人で集めたベルマークを寄贈することも可能である。会員は専用サイトにログイン後、専用の送付用紙をダウンロードして集計を行い、ベルマークの実物と共に送付する。会員種別（朝日新聞の購読の有無によって3つに分かれている）は問われないが、送付用紙には会員番号を記入しなければならず、この方法で寄贈できるのは会員のみである。

## 運動への評価
- 初期のベルマーク運動に対して、「学校設備の貧困は教育行政の貧困が根本で、その充実は本来行政の仕事だ。それをPTAや子どもたちに肩代わりさせるのは筋違いではないか」といった声が寄せられたが、「なんでもかんでも政府がやってくれるという考えは、いわば政府が主人公という発想。自分たちでできることはやろう」との意見もあり、運動の精神は徐々に浸透した[11]。
- 愛知・岡崎の市民団体によれば、切手代より少ないベルマークしか送れないながらも「これが私のいきがいになりそう」という者、「生活保護を受けている身なので、一度にたくさんは集められないが…」としながら30点分を送った72歳の老人、「ベルマーク集めは、生涯ボランティアだと思う」として息長く続けていくつもりだという者などが運動をささえていた[11]。
- 問題校として有名だった名古屋市立港南中学校は、ベルマーク運動を行うことによって「荒れる中学」という汚名を返上し、非行はほとんどかげをひそめた[11]。
- 宮城・石巻市立田代小学校の教員から「子供たちの喜ぶ顔を早くみたいのが教職員一同の切なる願い」という手紙を受け取ったベルマーク運動の運営団体は、全国から贈られたマークの一部を田代小へ送った。教員は子どもと共に「子供たちにとっては、手紙を書いた方々が、今までに知り合った一番遠くの人でした。マーク集めは亀の歩みより遅いけれど、運動から子供たちが感じとるこういう気持ちを大切にしたい」と喜びをかみしめた[11]。
- 元・小学校長は、「体を動かさず、お金だけを出してすべてを解決するのでは、ひとに奉仕する心や自分で努力することの大切さはわからない。ベルマーク運動は本当に小さな努力だけど、皆で力を合わせれば大きなものになることを教えてくれるところが素晴らしい」と話している[12]。
- 朝日新聞社の社長は「この世界に類のない運動を朝日新聞社としても二十一世紀へ向けて大きく育てていきたい」と述べた[13]。
- 愛知県春日井市・主婦は、「このごろは「ベルマークちょうだい」と言ってくる子がいなくなりました」としながらも、「ベルマーク集めは、老いの暮らしの張りとなっているのです」と言う[14]。
- ベルマークの収集・整理は、高齢者の「居場所」になっている[15]。
- (財)ベルマーク教育助成財団は、中央防災会議において、ベルマークの収集・整理は、「作業が案外楽しい」、「手間暇のかかる作業を通じて、思いやりの心とか心の効用をつくり出すことができる」、「効率一遍がいいとは思っていない」と述べた[16]。

### 批判
- 中央防災会議の委員の京都大学教授によれば、「労働ボランティアの時間から考えると、その分を募金にした方が早い」が、「主婦労働は価格がタダだからいい」という議論がある[16]。
- 埼玉県岩槻市（現・さいたま市岩槻区）の主婦は、「PTAでベルマークの整理の手伝いをしたとき、こんなに手間ひまをかけるなら、パートの1時間分を寄付した方がお金になると思いました。」と述べた[17]。
- 「どの学校も資金は欲しい。でも、マークを整理する段階になるとまいってしまうのでは」[12]
- 「企業エゴで集計は繁雑」[18]
- 「教育設備は公費で購入するのが本来の姿であり、ベルマークやPTA会費で購入するのは、決して教育のためにならないと思う。表面的には学校や子供たちの為になっているように見えるが、「義務教育は無償とする」という憲法の精神を活かす努力をすることなく、労力奉仕でまかなおうとするPTAの姿は、大きく後退した考えであろう。」[19]
- 「ベルマーク運動の不振の原因は、手間がかかるわりに効果が上がらないからだ。」「1枚25銭や50銭のマークをせっせと集め、学校で取りまとめ、分類し、スポンサーに希望の品を贈ってもらう事務は、先生やPTAの労力奉仕がほとんどだ。物価高の現在、こんなわりの悪い仕事はあるまい。」[20]「対費用効果が悪い」[21]
- 「その手間ひまたるや大変なものです。」「私たち母親は、メーカー側にうまく利用されているのではないか」「教育設備助成運動そのものを、今や考え直す時期ではないかと思います。」[22]
- ベルマークを集めない理由は、「あまり良い品物がない」[23]